# Holiday Shores
Holiday Shores – jednostka osadnicza w Stanach Zjednoczonych, w stanie Illinois, w hrabstwie Madison.